# Giải vô địch thế giới Liên Minh Huyền Thoại 2015
Giải vô địch thế giới Liên Minh Huyền Thoại 2015 (tiếng Anh: 2015 League of Legends World Championship) là Giải vô địch thế giới lần thứ năm của Liên Minh Huyền Thoại được tổ chức từ ngày 1 tháng 10 năm 2015. Các giai đoạn chính của sự kiện được diễn ra ở nhiều thành phố khác nhau trên khắp Châu Âu: Vòng bảng ở Le Dock Pullman, Paris, Pháp; Tứ kết tại Đấu trường Wembley, Luân Đôn, Anh Quốc; Bán kết tại hội chợ triển lãm Bruxelles, Bruxelles, Bỉ; và trận Chung kết tại Đấu trường Mercedes-Benz, Berlin, Đức. Các trận đấu được phát trực tiếp trên Twitch, YouTube và Azubu bằng nhiều ngôn ngữ. BBC cũng phát trực tuyến giải đấu trên BBC Three nhưng chỉ dành cho địa chỉ IP của Anh Quốc. Đỉnh điểm có tới khoảng 14 triệu khán giả đồng thời theo dõi trận chung kết, theo các nguồn chính thức.
Samsung Galaxy (tiền thân Samsung White) là nhà ĐKVĐ, nhưng đã không thể tới CKTG 2015 bảo vệ ngôi vương sau khi không thể tham dự vòng Playoff của LCK mùa hè cùng năm.
SK Telecom T1 (Hàn Quốc) trở thành nhà vô địch của giải đấu sau khi chiến thẳng 3-1 trước KOO Tigers (Hàn Quốc) ở trận Chung Kết, trở thành đội tuyển đầu tiên vô địch 2 lần tại Giải vô địch thế giới Liên Minh Huyền Thoại. Đường trên của SKT T1 - Jang "MaRin" Gyeong-hwan được vinh danh là tuyển thủ xuất sắc nhất giải đấu (MVP of The Tournament).

## Các đội tham dự:[2]
| Khu vực    | Khu vực        | Liên đoàn | Liên đoàn | Điều kiện                                              | Đội tuyển            | ID  | Nhóm hạt giống |
| ---------- | -------------- | --------- | --------- | ------------------------------------------------------ | -------------------- | --- | -------------- |
| Châu Âu    | Châu Âu        | EU LCS    | EU LCS    | Vô địch khu vực mùa hè                                 | Fnatic               | FNC | 1              |
| Châu Âu    | Châu Âu        | EU LCS    | EU LCS    | Điểm tích lũy #1                                       | H2k-Gaming           | H2K | 2              |
| Châu Âu    | Châu Âu        | EU LCS    | EU LCS    | Chiến thắng vòng loại khu vực                          | Origen               | OG  | 3              |
| Trung Quốc | Trung Quốc     | LPL       | LPL       | Điểm tích lũy #1                                       | LGD Gaming           | LGD | 1              |
| Trung Quốc | Trung Quốc     | LPL       | LPL       | Vòng loại khu vực #1                                   | EDward Gaming        | EDG | 2              |
| Trung Quốc | Trung Quốc     | LPL       | LPL       | Vòng loại khu vực #2                                   | Invictus Gaming      | IG  | 2              |
| Bắc Mỹ     | Bắc Mỹ         | NA LCS    | NA LCS    | Vô địch khu vực mùa hè                                 | Counter Logic Gaming | CLG | 1              |
| Bắc Mỹ     | Bắc Mỹ         | NA LCS    | NA LCS    | Điểm tích lũy #1                                       | Team SoloMid         | TSM | 2              |
| Bắc Mỹ     | Bắc Mỹ         | NA LCS    | NA LCS    | Chiến thắng vòng loại khu vực                          | Cloud9               | C9  | 3              |
| Hàn Quốc   | Hàn Quốc       | LCK       | LCK       | Vô địch khu vực mùa hè                                 | SK Telecom T1        | SKT | 1              |
| Hàn Quốc   | Hàn Quốc       | LCK       | LCK       | Điểm tích lũy #1                                       | KOO Tigers           | KOO | 2              |
| Hàn Quốc   | Hàn Quốc       | LCK       | LCK       | Chiến thắng vòng loại khu vực                          | KT Rolster           | KT  | 2              |
| TW/HK/MO   | TW/HK/MO       | LMS       | LMS       | Vô địch khu vực mùa hè                                 | ahq e-Sports Club    | AHQ | 2              |
| TW/HK/MO   | TW/HK/MO       | LMS       | LMS       | Chiến thắng vòng loại khu vực                          | Flash Wolves         | FW  | 2              |
| Wildcard   | Brazil         | CBLOL     | IWCT      | CBLOL Vô địch vòng loại khu vực ►IWCT Chile Vô địch    | paiN Gaming          | PNG | 3              |
| Wildcard   | Southeast Asia | GPL       | IWCT      | GPL Chiến thắng vòng loại khu vực ►IWCT Turkey Vô địch | Bangkok Titans       | BKT | 3              |

## Đội hình
| Đội tuyển                 | Tuyển thủ                                                       | Tuyển thủ | Tuyển thủ                                                                                     |
| Đội tuyển                 | ID                                                              | Tên | Vị trí                                                                                        |
| Châu Âu                   | Châu Âu                                                         | Châu Âu | Châu Âu                                                                                       |
| ------------------------- | --------------------------------------------------------------- | --- | --------------------------------------------------------------------------------------------- |
| Fnatic                    | Huni Reignover Febiven Rekkles YellOwStaR Deilor                | Heo Seung-hoon (허승훈) Kim Yeu-jin (김의진) Fabian Diepstraten Martin Larsson Bora Kim Luis Sevilla Petit                                                                    | Đường trên Rừng Đường giữa Đường dưới Hỗ trợ Huấn luyện viên                                  |
| H2k-Gaming                | Odoamne loulex Ryu Hjärnan kaSing PR0LLY                        | Andrei Pascu Jean-Victor Burgevin Yoo Sang-ook (유상욱) Petter Freyschuss Raymond Tsang Neil Hammad                                                                           | Đường trên Rừng Đường giữa Đường dưới Hỗ trợ Huấn luyện viên                                  |
| Origen                    | - sOAZ - Amazing - xPeke - Niels - Mithy - Hermit               | - Paul Boyer - Maurice Stückenschneider - Enrique Cedeño Martínez - Jesper Svenningsen - Alfonso Aguirre Rodriguez - Tadayoshi Littleton                                      | - Đường trên - Rừng - Đường giữa - Đường dưới - Hỗ trợ - Huấn luyện viên                      |
| Trung Quốc                |                                                                 | |                                                                                               |
| EDward Gaming             | AmazingJ Koro1 ClearLove PawN Deft Meiko Aaron                  | Shek Wai Ho (石偉豪) Tong Yang (童扬) Ming Kai (明凯) Heo Won-seok (허원석) Tian Ye (田野) Ji Xing (姬星)                                                                     | Đường trên Đường trên (dự bị) Rừng Đường giữa Đường dưới Hỗ trợ Huấn luyện viên               |
| Invictus Gaming           | - Zzitai - KaKAO - RooKie - Kid - Time - Kitties - Mafa         | - Liu Zhi-Hao (刘志豪) - Lee Byung-kwon (이병권) - Song Eui-jin (송의진) - Ge Yan (葛炎) - Tang Jin-Tai (唐金泰) - Liu Hong-Jun (刘洪均) - Won Sang-yeon (원상연)             | - Đường trên - Rừng - Đường giữa - Đường dưới - Đường dưới (dự bị) - Hỗ trợ - Huấn luyện viên |
| LGD Gaming                | - Acorn - Flame - TBQ - GODV - Imp - Pyl - FireFox              | - Choi Cheon-ju (최천주) - Lee Ho-jong (이호종) - Zhu Yong-Quan (朱永权) - Wei Zhen (韦朕) - Gu Seung-bin (구승빈) - Chen Bo (陈博) - Huang Ting-Hsiang (黄鼎翔)              | - Đường trên - Đường trên - Rừng - Đường giữa - Đường dưới - Hỗ trợ - Huấn luyện viên         |
| Bắc Mỹ                    |                                                                 | |                                                                                               |
| Cloud9                    | Balls Hai Incarnati0n Sneaky LemonNation Bubbadub               | An Le Hai Du Lam Nicolaj Jensen Zachary Scuderi Daerek Hart Royce Newcomb | Đường trên Rừng Đường giữa Đường dưới Hỗ trợ Huấn luyện viên                                  |
| Counter Logic Gaming      | ZionSpartan Xmithie Pobelter Doublelift Aphromoo Zikz           | Darshan Upadhyaha Jake Puchero Eugene Park Yiliang Peng Zaqueri Black Tony Gray                                                                                               | Đường trên Rừng Đường giữa Đường dưới Hỗ trợ Huấn luyện viên                                  |
| Team SoloMid              | - Dyrus - Santorin - Bjergsen - WildTurtle - Lustboy - Locodoco | - Marcus Hill - Lucas Tao Kilmer Larsen - Søren Bjerg - Jason Tran - Ham Jang-sik (함장식) - Choi Yoon-sub (최윤섭)                                                           | - Đường trên - Rừng - Đường giữa - Đường dưới - Hỗ trợ - Huấn luyện viên                      |
| Hàn Quốc                  |                                                                 | |                                                                                               |
| KOO Tigers                | - Smeb - Hojin - KurO - PraY - GorillA - NoFe                   | - Song Kyung-ho (송경호) - Lee Ho-jin (이호진) - Lee Seo-haeng (이서행) - Kim Jong-in (김종인) - Kang Beom-hyeon (강범현) - Jeong No-chul (정노철)                            | - Đường trên - Rừng - Đường giữa - Đường dưới - Hỗ trợ - Huấn luyện viên                      |
| KT Rolster                | - ssumday - Score - Nagne - Arrow - Piccaboo                    | - Kim Chan-ho (김찬호) - Go Dong-bin (고동빈) - Kim Sang-moon (김상문) - Noh Dong-hyeon (노동현) - Lee Jong-beom (이종범) - Oh Chang-jong (오창종)                            | - Đường trên - Rừng - Đường giữa - Đường dưới - Hỗ trợ - Huấn luyện viên                      |
| SK Telecom T1             | - MaRin - bengi - Faker - Easyhoon - Bang - Wolf - kKoma        | - Jang Gyeong-hwan (장경환) - Bae Seong-ung (배성웅) - Lee Sang-hyeok (이상혁) - Lee Ji-hoon (이지훈) - Bae Jun-sik (배준식) - Lee Jae-wan (이재완) - Kim Jeong-gyun (김정균) | - Đường trên - Rừng - Đường giữa - Đường giữa (dự bị) - Đường dưới - Hỗ trợ - Huấn luyện viên |
| Đài Loan/Hồng Kông/Ma Cao |                                                                 | |                                                                                               |
| ahq e-Sports Club         | Ziv Mountain westdoor AN Albis Backstairs                       | Chen Yi (陳奕) Xue Zhao-Hong (薛兆鴻) Liu Shu-Wei (劉書瑋) Chou Chun-An (周俊諳) Kang Chia-Wei (康家維) Chen Yan-fu (陳彥甫)                                                  | Đường trên Rừng Đường giữa Đường dưới Hỗ trợ Huấn luyện viên                                  |
| Flash Wolves              | Steak Karsa Maple Kkramer NL SwordArt Fluidwind                 | Chou Lu-Hsi (周律希) Hung Hau-Hsuan (洪浩軒) Huang Yi-Tang (黃熠棠) Ha Jong-hun (하종훈) Hsiung Wen-An (熊汶銨) Hu Shuo-Jie (胡碩傑) Chen Ju-Chih (陳如治)                    | Đường trên Rừng Đường giữa Đường dưới Hỗ trợ Huấn luyện viên                                  |
| Wildcard                  |                                                                 | |                                                                                               |
| paiN Gaming               | - Mylon - SirT - Kami - brTT - Dioud - MiT                      | - Matheus Borges - Thúlio Carlos - Gabriel Santos - Felipe Gonçalves - Hugo Padioleau - Gabriel Souza                                                                         | - Đường trên - Rừng - Đường giữa - Đường dưới - Hỗ trợ - Huấn luyện viên                      |
| Bangkok Titans            | WarL0cK 007x G4 Lloyd Moss Cabbage                              | Pawat Ampaporn Chayut Suebka Nuttapong Menkasikan Juckkirsts Kongubon Sorawat Boonphrom Akarawat Wangsawat                                                                    | Đường trên Rừng Đường dưới Đường giữa Hỗ trợ Huấn luyện viên                                  |

## Địa điểm
Paris, Luân Đôn, Brussels, Berlin là 4 thành phố chủ nhà tổ chức giải đấu.
| Paris, Pháp      | London, Anh, Anh Quốc |
| ---------------- | --------------------- |
| Vòng bảng        | Tứ kết                |
| Le Dock Pullman  | Wembley Arena         |
| Sức chứa: 3,500  | Sức chứa: 12,500      |
| Paris            | London                |
| Brussels, Bỉ     | Berlin, Đức           |
| Bán kết          | Chung kết             |
| Brussels Expo    | Mercedes-Benz Arena   |
| Sức chứa: 15,000 | Sức chứa: 17,000      |
| Brussels         | Berlin                |

## Vòng bảng
- Thể thức thi đấu: vòng tròn 2 lượt & Bo1, 2 đội đứng đầu của 4 bảng (tổng cộng 8 đội) sẽ đi tiếp vào Vòng loại. Vòng bảng bắt đầu từ ngày 1/10 tại Le Dock Pullman, Paris và kết thúc vào ngày 11/10.[2] Nếu các đội có cùng kết quả & kết quả đối đầu là 1-1, thì các đội đó sẽ phải thi đấu thêm 1 trận Tie-Break để phân vị trí trong bảng.

### Bảng A
| # | Đội                  | Kết quả |     | ~   | FW  | KOO | CLG | PNG |
| - | -------------------- | ------- | --- | --- | --- | --- | --- | --- |
| 1 | Flash Wolves         | 4–2     | FW  | ~   | 2-0 | 1-1 | 1-1 |     |
| 2 | KOO Tigers           | 4–2     | KOO | 0-2 | ~   | 2-0 | 2-0 |     |
| 3 | Counter Logic Gaming | 2–4     | CLG | 1-1 | 0-2 | ~   | 1-1 |     |
| 3 | paiN Gaming          | 2–4     | PNG | 1-1 | 0-2 | 1-1 | ~   |     |

### Bảng B
| # | Đội               | Kết quả |     | ~   | FNC | AHQ | C9  | IG   | Tie-Break |
| - | ----------------- | ------- | --- | --- | --- | --- | --- | ---- | --------- |
| 1 | Fnatic            | 4–2     | FNC | ~   | 1-1 | 1-1 | 2-0 |      |           |
| 2 | ahq e-Sports Club | 3–3     | AHQ | 1-1 | ~   | 1-1 | 1-1 | Win  |           |
| 3 | Cloud9            | 3–3     | C9  | 1-1 | 1-1 | ~   | 1-1 | Loss |           |
| 4 | Invictus Gaming   | 2–4     | IG  | 0-2 | 1-1 | 1-1 | ~   |      |           |

### Bảng C
| # | Đội            | Kết quả |     | ~   | SKT | EDG | H2K | BKT |
| - | -------------- | ------- | --- | --- | --- | --- | --- | --- |
| 1 | SK Telecom T1  | 6–0     | SKT | ~   | 2-0 | 2-0 | 2-0 |     |
| 2 | EDward Gaming  | 4–2     | EDG | 0-2 | ~   | 2-0 | 2-0 |     |
| 3 | H2k-Gaming     | 2–4     | H2K | 0-2 | 0-2 | ~   | 2-0 |     |
| 4 | Bangkok Titans | 0–6     | BKT | 0-2 | 0-2 | 0-2 | ~   |     |

### Bảng D
| # | Đội          | Kết quả |     | ~   | KT  | OG  | LGD | TSM |
| - | ------------ | ------- | --- | --- | --- | --- | --- | --- |
| 1 | KT Rolster   | 5–1     | KT  | ~   | 1-1 | 2-0 | 2-0 |     |
| 2 | Origen       | 4–2     | OG  | 1-1 | ~   | 1-1 | 2-0 |     |
| 3 | LGD Gaming   | 2–4     | LGD | 0-2 | 1-1 | ~   | 1-1 |     |
| 4 | Team SoloMid | 1–5     | TSM | 0-2 | 0-2 | 1-1 | ~   |     |

## Vòng loại
Vòng loại được bắt đầu từ ngày 15/10 tại Wembley Arena ở London, tiếp tục đến Brussels Expo ở Brussels và kết thúc vào ngày 31/10 với trận chung kết được tổ chức tại Đấu trường Mercedes-Benz ở Berlin. Giai đoạn loại trực tiếp đã được phát trực tiếp trên BBC Three, trong khi trận chung kết sẽ được phát trực tiếp trên ESPN3. Thể thức thi đấu trong giai đoạn này là: loại trực tiếp & Bo5. Trong trận chung kết, SK Telecom T1 đã đánh bại KOO Tigers 3-1, trở thành nhà vô địch thế giới 2015 và cũng là chức vô địch thế giới lần thứ hai của SK Telecom T1.
|  | Tứ kết                | Tứ kết                |                             |   | Bán kết | Bán kết |  |  | Chung kết | Chung kết |
|  |                       |                       |                             |   |         |         |  |  |           |           |
|  | 15/10 – Wembley Arena |                       |                             |   |         |         |  |  |           |           |
|  |                       |                       |                             |   |         |         |  |  |           |           |
|  | Flash Wolves          | 1                     |                             |   |         |         |  |  |           |           |
|  | Flash Wolves          | 1                     | 24/10 – Brussels Expo       |   |         |         |  |  |           |           |
|  | Origen                | 3                     |                             |   |         |         |  |  |           |           |
|  | Origen                | 3                     | Origen                      | 0 |         |         |  |  |           |           |
|  | 16/10 – Wembley Arena |                       | Origen                      | 0 |         |         |  |  |           |           |
|  |                       |                       | SK Telecom T1               | 3 |         |         |  |  |           |           |
|  | SK Telecom T1         | 3                     | SK Telecom T1               | 3 |         |         |  |  |           |           |
|  | SK Telecom T1         | 3                     | 31/10 – Mercedes-Benz Arena |   |         |         |  |  |           |           |
|  | ahq e-Sports Club     | 0                     |                             |   |         |         |  |  |           |           |
|  | ahq e-Sports Club     | 0                     | SK Telecom T1               | 3 |         |         |  |  |           |           |
|  | 17/10 – Wembley Arena |                       | SK Telecom T1               | 3 |         |         |  |  |           |           |
|  |                       | KOO Tigers            | 1                           |   |         |         |  |  |           |           |
|  | Fnatic                | KOO Tigers            | 1                           | 3 |         |         |  |  |           |           |
|  | Fnatic                | 25/10 – Brussels Expo |                             | 3 |         |         |  |  |           |           |
|  | EDward Gaming         | 0                     |                             |   |         |         |  |  |           |           |
|  | EDward Gaming         | 0                     | Fnatic                      | 0 |         |         |  |  |           |           |
|  | 18/10 – Wembley Arena |                       | Fnatic                      | 0 |         |         |  |  |           |           |
|  |                       |                       | KOO Tigers                  | 3 |         |         |  |  |           |           |
|  | KT Rolster            | 1                     | KOO Tigers                  | 3 |         |         |  |  |           |           |
|  | KT Rolster            | 1                     |                             |   |         |         |  |  |           |           |
|  | KOO Tigers            | 3                     |                             |   |         |         |  |  |           |           |
|  | KOO Tigers            | 3                     |                             |   |         |         |  |  |           |           |
|  |                       |                       |                             |   |         |         |  |  |           |           |

## Thứ hạng chung cuộc

### Danh hiệu
|                                       |
| F.MVP SKT T1 Jang "MaRin" Gyeong-hwan |

|                                                    |
| 20 15 · Vô địch · LCK · SKT T1 Vô địch lần thứ hai |
|                                                    |

|                       |
| Á quân LCK KOO Tigers |

### Bảng xếp hạng

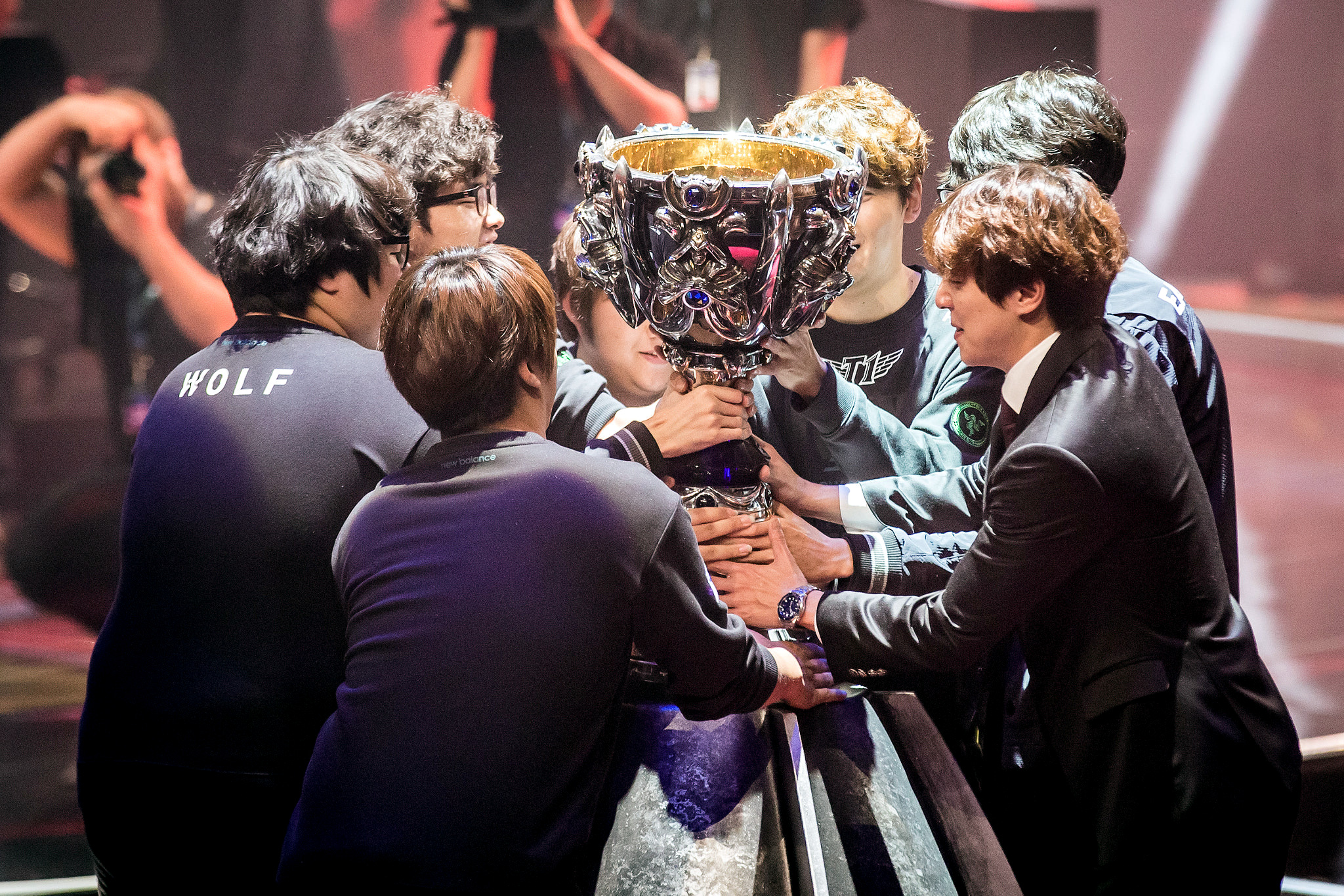
Các tuyển thủ và HLV của SK Telecom T1 đang cùng nhau nâng cao chiếc Cup vô địch - Summoner's Cup

| Thứ hạng | Đội tuyển            | Tiền thưởng |
| -------- | -------------------- | ----------- |
| 1st      | SK Telecom T1        | $1,000,000  |
| 2nd      | KOO Tigers           | $250,000    |
| 3rd–4th  | Fnatic               | $150,000    |
| 3rd–4th  | Origen               | $150,000    |
| 5–8th    | ahq e-Sports Club    | $75,000     |
| 5–8th    | EDward Gaming        | $75,000     |
| 5–8th    | Flash Wolves         | $75,000     |
| 5–8th    | KT Rolster           | $75,000     |
| 9–11th   | Cloud9               | $45,000     |
| 9–11th   | H2k-Gaming           | $45,000     |
| 9–11th   | LGD Gaming           | $45,000     |
| 12–13th  | Counter Logic Gaming | $35,000     |
| 12–13th  | paiN Gaming          | $35,000     |
| 14–16th  | Bangkok Titans       | $25,000     |
| 14–16th  | Invictus Gaming      | $25,000     |
| 14–16th  | Team SoloMid         | $25,000     |

## Số lượng người xem
Trước đó, trận chung kết được dự kiến sẽ có hơn 30 triệu lượt xem trực tuyến. Trận chung kết được theo dõi bởi 36 triệu người, với lượng người xem đồng thời cao nhất là 14 triệu người xem.

## Tranh cãi

### Sự cố tục tĩu
Trong ngày cuối cùng của vòng bảng tại Paris, Hai "Hai" Lam của Cloud9 đã có một cử chỉ tục tĩu đối với một đối thủ khi ở trên sân khấu. Sau đó tuyển thủ này đã bị phạt € 500.

### Vấn đề kỹ thuật
Trong trận đấu thứ hai của vòng Tứ kết giữa Fnatic và EDward Gaming, một lỗi trong trò chơi đã xảy ra với Kim "Reignover" Ui-Jin của Fnatic, khiến trận đấu không thể tiếp tục, buộc cả hai đội phải thi đấu lại. EDG thua 0-3 trước FNC, nhưng vì trước khi xảy ra sự cố, FNC đang có lợi thế hơn EDG, qua đó EDG đã bị chế giễu "thua 0-4 trong loạt trận BO5" tại Trung Quốc. Sau khi điều tra vấn đề, Riot Games đã chọn vô hiệu hóa Gragas, vị tướng mà "Reignover" đang chơi, trong phần còn lại của giải đấu, cùng với Lux và Ziggs, những vị tướng được coi là dễ bị vấn đề tương tự.